# Sud sanaeha
Sud sanaeha (Brasil, Eternamente Sua) é um filme tailandês de 2002 dirigido por Apichatpong Weerasethakul.